# 林登山
林登山（1912年—2010年7月28日），生於日治台灣新竹廳香山區（今新竹市香山區），企業家，為新光集團共同創辦人。

## 生平
其父林進財，以養鴨為生。其母蔡氏，為當地秀才之女，在他4歲時早逝。
林登山從小生活刻苦，於香山小學畢業後出社會工作。經介紹，進入新竹市的維新商行，當布莊學徒，很快成為其老闆的重要助手。1945年，日本戰敗，中華民國接收台灣，林登山與其友人吳火獅，洪萬傳在台北市迪化街創立新光商行，從事進口貿易。1952年，新光商行改組為台灣新光實業公司，逐漸發展為新光集團。林登山也因此致富。
1996年，創立林登山慈善基金會，致力於社會公益。
2010年，病逝於台北新光醫院。

## 家庭
其孫林伯翰。

## 外部連結
- 林登山先生事略 （页面存档备份，存于）